# Пекульнейское озеро
Пекульне́йское о́зеро, Пэкульне́йское, Пекульнейское — крупное озеро лагунно-фьордового типа на территории Анадырского района Чукотского автономного округа. Расположено в северных отрогах Корякского нагорья. Относится Мейныпильгынской озерно-речной системе.
По площади зеркала (435 км²) является вторым на Чукотке (после озера Красное) и 30-м среди озёр России.
Названо по горе Пэкульней, в переводе с чукот. — «нож-гора».
Отделено от Берингова моря системой намывных кос. В северной части озеро вдаётся в сушу двумя заливами — Каканаут и Пекульвеем, куда впадают одноимённые реки. Водоём имеет сток в море через Майныян (Майна), устье которой зимой обычно замывается, связь озера с морем прекращается. Пекульнейское озеро соединено протоками с соседним озером Ваамочка, восточнее находится озеро Кэйпильгын. Северный берег высокий, южный — низменный. Берега покрыты тундровой растительностью. В 3 км к юго-западу от озера находится посёлок Мейныпильгыно.
В озере обитает крупная популяция нерки, вылов которой ведётся в промышленных масштабах. По берегам гнездятся крупные белоголовые чайки.